# 拖車垃圾
拖車垃圾（英語：Trailer trash），是北美英語中對住在移動房屋中的白人窮人的貶義詞。

## 歷史
拖車出現在 1930 年代，在第二次世界大戰期間住房短缺期間，它們的使用範圍擴大了，當時聯邦政府使用了多達 30000 輛拖車來容納全國各地的國防工作人員、士兵和水手，尤其是在擁有大量軍事或國防存在的地區，例如阿拉巴馬州的莫比爾和密西西比州的帕斯卡古拉。
在20世紀中葉，買不起郊區式住宅的貧窮白人開始購買移動房屋，這些房屋不僅更便宜，而且如果一個地方的工作完了，可以很容易地搬遷。有時是出於選擇，有時是通過當地的分區法 -聚集在拖車公園，住在其中的人們被稱為“拖車垃圾”，該術語至少可以追溯到1952年。儘管他們中的許多人都有工作，儘管有時是臨時工作，但過去在白垃圾中發現的性格缺陷被轉移到拖車垃圾中，拖車營地或公園被視為退休人員，農民工和一般窮人居住。到1968年，一項調查發現，擁有和居住在移動房屋中的人中，只有13%的人從事白領工作。
在美國其他地方，他們被稱為“擅自佔地者”。他們被指控道德鬆散，私生子和犯罪率高，賣淫猖獗，讓他們的孩子不受紀律約束，導致青少年犯罪率很高。這導致社區將它們與更理想的社區分開，這意味著遠離學校、商店和其他必要的設施。
2013年，移動房屋居民的平均收入為28,400美元，其中75%的居民年收入低於50,000美元。